# Порфиридов, Николай Григорьевич
Николай Григорьевич Порфиридов — советский искусствовед и музейный деятель.

## Биография
Родился в селе Большое Замошье Новгородского уезда Новгородской губернии. В 1913 году окончил Новгородскую духовную семинарию и поступил в Санкт-Петербургскую духовную академию. В 1914 году в связи с началом Первой Мировой войны прошел курс военной подготовки в Николаевском кавалерийском училище.
В 1916 году окончил академию, защитив выпускную работу «Стенные фресковые росписи новгородских церквей» и поступил в Петроградский археологический институт. В 1918 году окончил институт. По окончании института вернулся в Новгород, работал Новгородском губернском отделе народного образования.
С 1923 по 1928 годы работал заместителем директора Новгородского государственного музея, с 1928 по 1933 год — директор Новгородского государственного музея.
В 1933 году репрессирован, приговорен по статье 58-10-11 УК РСФР к 5 годам лишения свободы. В 1935 году преподавал в Ухтинском горно-нефтяном техникуме горно-металлургического управления НКВД СССР. Освобожден в 1936 году досрочно. В 1989 году реабилитирован (посмертно).
После освобождения до 1941 года преподавал в Новгородском педагогическом институте. С 1938 по 1941 год также работал ученым секретарем Новгородской секции Института истории АН СССР, на этой должности занимался в том числе изданием «Новгородского исторического сборника». Участвовал в эвакуации наиболее ценных экспонатов Новгородского государственного музея в 1941 году.
С 1941 года по 1945 год преподавал филологические дисциплины в Тюменском педагогическом институте. В период преподавания в Тюмени совместно с А. А. Зерчаниновым подготовил учебник «Русская литература» для педагогических училищ, выдержавший 5 изданий с 1946 по 1959 год.
В 1945 году защитил диссертацию на соискание ученой степени кандидата исторических наук в ИИМК РАН. С 1945 по 1962 год работал в Русском музее, в 1945—1948 годы заведующий секцией древнерусского прикладного искусства, с 1948 по 1962 год — заведующий отделом древнерусского искусства.
С 1962 года на пенсии. С 1967 года по совету Д. С. Лихачёва начал записывать воспоминания о работе в Новгороде, опубликованные посмертно.
Умер в Ленинграде в 1980 году. Похоронен в Великом Новгороде на Рождественском кладбище вблизи церкви Рождества Христова на Красном поле.

## Основные публикации Н. Г. Порфиридова
Научные работы:
- Андреев В. Н., Семёнов А. И., Порфиридов Н. Г. Мощи Софийского собора. Новгород, 1931.
- Порфиридов Н. Г. Древний Новгород. Очерки из истории русской культуры XI—XV вв. М., Л., 1947.

Путеводители и научно-популярная литература:
- Порфиридов Н. Г. Новгородский кремль. Исторический очерк и описание. Новгород, 1929.
- Порфиридов Н. Г. Новгородский художественный музей. Путеводитель. Новгород, 1932.
- Порфиридов Н. Г. Древнерусское искусство. Краткий путеводитель. Л., 1947.
- Порфиридов Н. Г. По залам музея. Л., 1960.

Письма и воспоминания:
- Из эпистолярного наследия Н. Г. Порфиридова (1893—1980) Архивная копия от 10 мая 2021 на Wayback Machine // Новгородский исторический сборник. Вып. 12 (22). М., СПб., 2011. С. 520—527.
- Письма Н. Г. Порфиридова С. М. Смирнову (1967—1979) Архивная копия от 10 мая 2021 на Wayback Machine // Новгородский исторический сборник. Вып. 12 (22). М., СПб., 2011. С. 487—519.
- Порфиридов Н. Г. Новгород, 1917—1941. Воспоминания. Л., 1987.